# Aída Románová
Aída Románová, rodným jménem Aída Nabila Román Arroyo (* 21. května 1988 Ciudad de México) je mexická lukostřelkyně a stříbrná medailistka ze soutěže jednotlivkyň na Letních olympijských hrách 2012 v Londýně.
Na Panamerických hrách 2011 v Guadalajaře byla členkou vítězného týmu a v individuální soutěži získala bronzovou medaili. Na stejné události konající se 2007 v Rio de Janeiru vybojovala stříbrný kov mezi jednotlivci.

## Olympijská účast

### LOH 2008
Na pekingských Letních olympijských hrách 2008 v soutěži terčové lukostřelby ukončila základní kolo celkovým nástřelem 646 bodů. Do vyřazovací finálové části postoupila z dvanáctého místa a v úvodním kole narazila na mauricijskou závodnici Veronique D'Unienvilleou, kterou porazila poměrem 108–97. Ve druhém kole přešla přes Viktoriju Kovalovou výsledkem 111–105 bodů. Ve třetí fázi pavouku nestačila na Kwon Un-Sil, která později skončila na 4. místě, když jí podlehla 100–105.

### LOH 2012
Na Letních olympijských hrách 2012 v Londýně vybojovala stříbrnou medaili poté, co ve finále těsně prohrála s druhou nasazenou Jihokorejkou Ki Po-pe. Po vyrovnaném stavu setů 5:5 rozhodl jediný šíp, kterým zasáhla soupeřka terč blíže středu a v rozstřelu tak podlehla 5:6. Spolu s bronzovou krajankou Marianou Avitiaovou získaly pro Mexiko historicky první olympijské medaile z lukostřelby.